# Cladoselache
Genre
Espèces de rang inférieur
- † Cladoselache clarkii
- † Cladoselache elegans
- † Cladoselache fyleri
- † Cladoselache kepleri
- † Cladoselache magnificus
- † Cladoselache mirabilis
- † Cladoselache newmani
- † Cladoselache pattersoni

Cladoselache est un genre éteint d'holocéphales de la famille également éteinte des Cladoselachidae. Ses représentants ont vécu du Dévonien supérieur jusqu'au Trias supérieur.

## Description

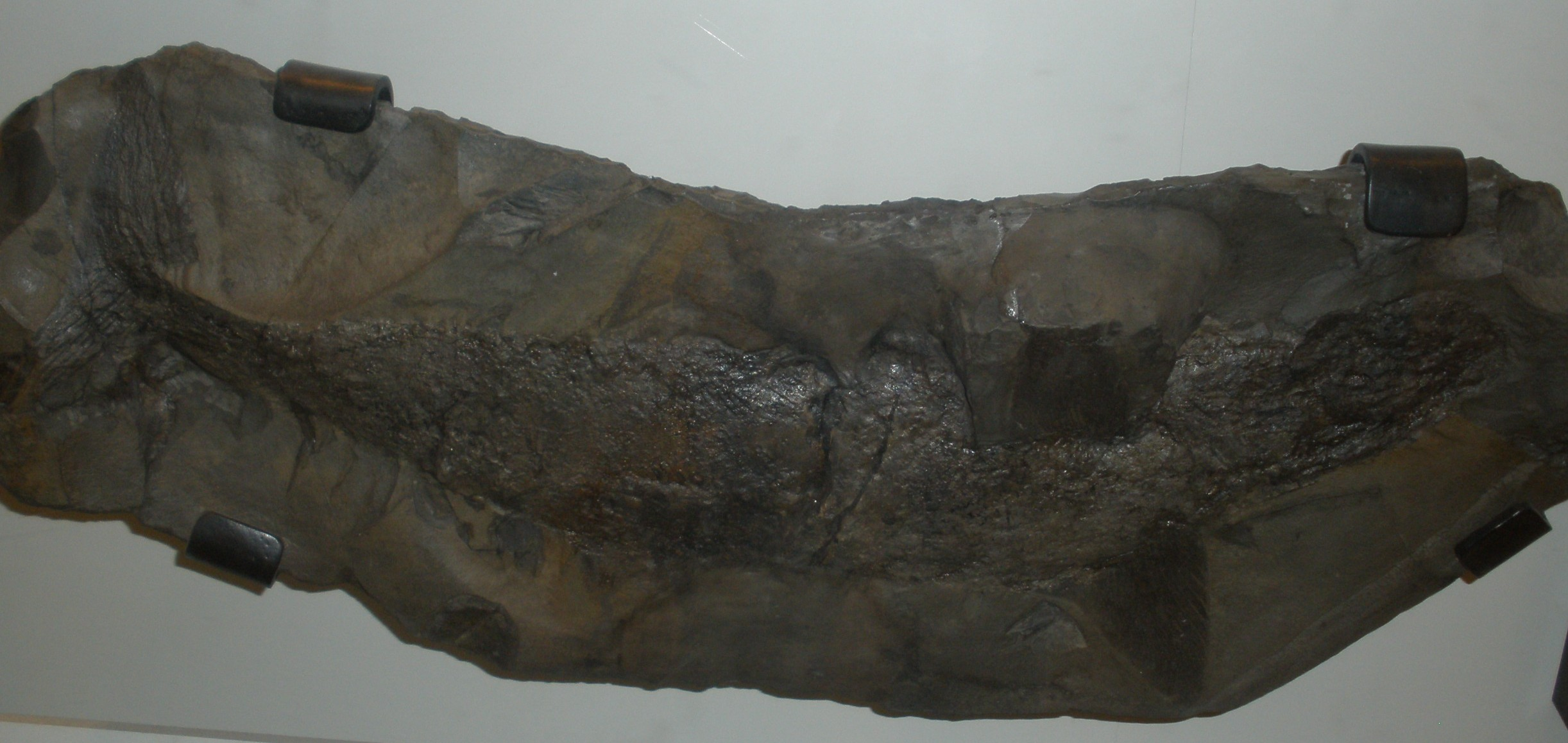
Fossile de Cladoselache fyleri.

Cladoselache est très connu du fait qu'il s'agit de l'un des premiers Chondrichthyes de l'histoire (avec Gladbachus et Stethacanthus), mais, également, il s'agit de la proie du célèbre placoderme de grande taille Dunkleosteus. Cladoselache a une taille qui allait de 60 centimètres à 1,80 mètre pour les plus grands spécimens fossilisés. Comme ses descendants actuels et disparus, il se nourrissait de poissons et les plus petits individus vivaient probablement en groupes.

## Liste d'espèces
- Cladoselache clarkii
- Cladoselache elegans
- Cladoselache fyleri
- Cladoselache kepleri
- Cladoselache magnificus
- Cladoselache mirabilis
- Cladoselache newmani
- Cladoselache pattersoni